# Kristian Pekar
Kristian Pekar (* 13. března 1989 Vyškov) je český herec.
Vystudoval čtyřleté gymnázium, a poté obor muzikálové herectví na Divadelní fakultě Janáčkovy akademie múzických umění. V roce 2011 nastoupil do angažmá Městského divadla Brno. Věnoval se také společenskému tanci. Vystoupil na začátku 5. soutěžního večera 13. řady televizního pořadu StarDance ...když hvězdy tančí po boku Kateřiny Marie Fialové.

## Role v Městském divadle Brno
- Bejby, blesk z čistého nebe – Šakalí léta
- Pepper – Mamma Mia!
- Narkoman, Manekýn 2., Číšník/Tanečník 2., Prodavač 1., Senátor Adams, Uvaděč v opeře, Návštěvník opery 2. – Pretty Woman
- Muž 3/ Číšník/ Caseyin křesťanský otec/ Twitter/ Přátelský terapeut – Devět křížů
- Laertes, Poloniův syn – Hamlet aneb Hádala se duše s tělem
- Heidi – Heidi
- Jakub, čeledín  – Bylo nás pět